# L'advocat del diable
 L'advocat del diable  (Guilty as Sin) és una pel·lícula estatunidenca dirigida per Sidney Lumet, estrenada el 1993. Ha estat doblada al català.

## Argument
Una brillant advocada torbada per l'encant d'un gigoló manipulador acusat d'assassinat, decideix defensar-lo malgrat les proves evidents de la seva culpabilitat.

## Repartiment
- Rebecca De Mornay: Jennifer Haines
- Don Johnson: David Greenhill
- Ron White: Diangelo
- Jack Warden: Moe
- Stephen Lang: Phil Garson
- Dana Ivey: el jutge Tompkins
- Norma Dell'Agnese: Emily
- Sean McCann: Nolan